# Ủy ban nhân dân

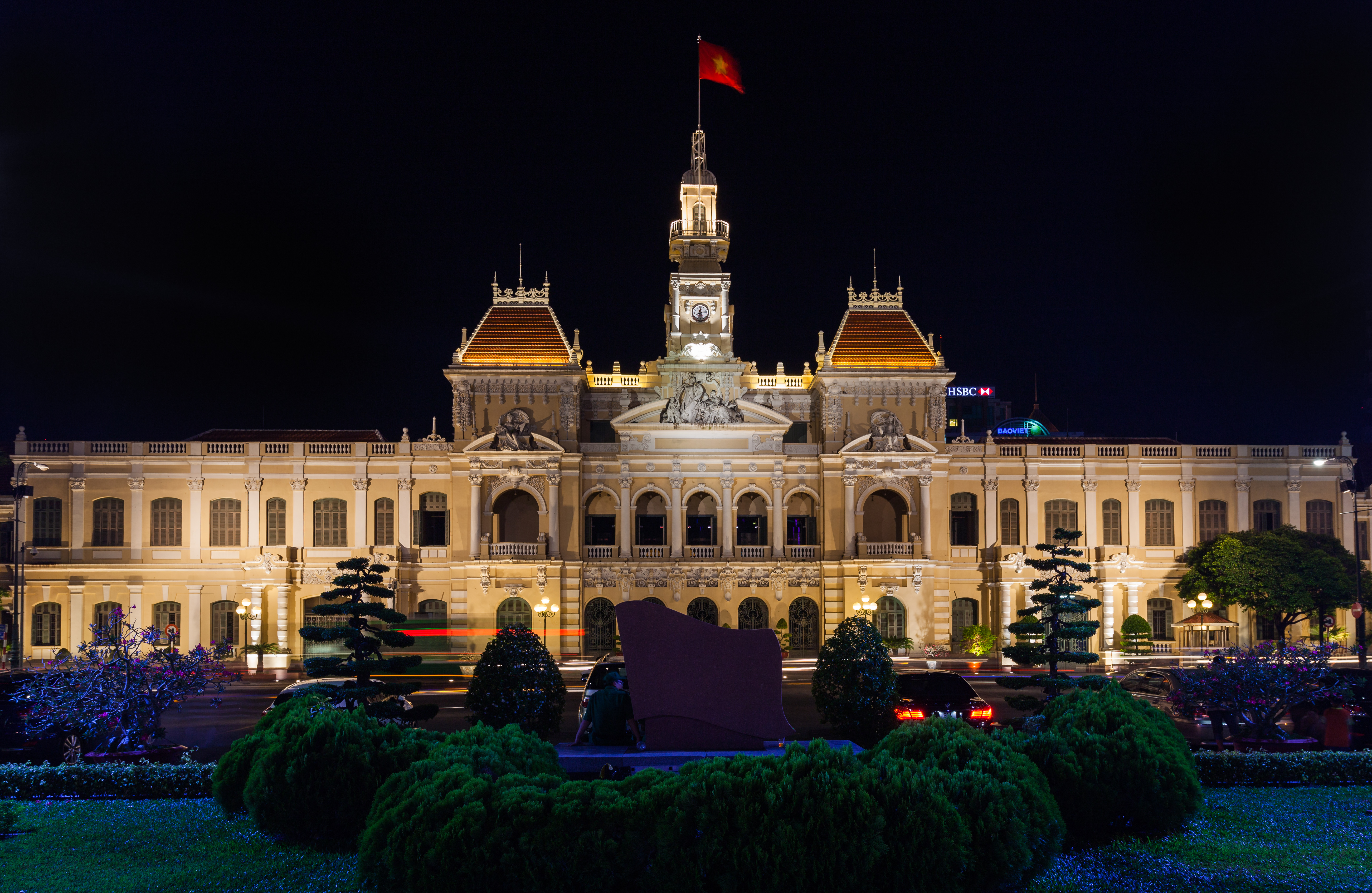
Trụ sở Uỷ ban nhân dân
Thành phố Hồ Chí Minh

Uỷ ban nhân dân là một cơ quan hành chính nhà nước của hệ thống hành chính Cộng hoà Xã hội chủ nghĩa Việt Nam. Đây là cơ quan thực thi pháp luật tại các cấp tỉnh, huyện và xã. Các chức danh của Ủy ban nhân dân được Hội đồng nhân dân cấp tương ứng bầu ra và có nhiệm kỳ trùng với nhiệm kỳ của Hội đồng nhân dân. Người đứng đầu Ủy ban nhân dân là chủ tịch Ủy ban nhân dân, thường là phó bí thư Đảng ủy Đảng Cộng sản Việt Nam cấp tương ứng. Quyền hạn của Ủy ban nhân dân được quy định tại Hiến pháp nước Cộng hòa Xã hội chủ nghĩa Việt Nam và Luật Tổ chức Chính quyền địa phương. Ủy ban nhân dân các cấp có các cơ quan giúp việc như: Sở (cấp tỉnh), Phòng (cấp huyện), Ban (cấp xã).

## Chức năng, nhiệm vụ

### Chức năng
Với tư cách là cơ quan hành chính Nhà nước ở địa phương, ủy ban nhân dân là cơ quan thực hiện chức năng quản lý hành chính nhà nước, chấp hành nghị quyết của hội đồng nhân dân cùng cấp cũng như các văn bản của cơ quan nhà nước cấp trên.
Ủy ban nhân dân chỉ có một chức năng duy nhất là quản lý nhà nước, vì quản lý nhà nước là hoạt động chủ yếu, bao trùm lên toàn bộ hoạt động của ủy ban nhân dân. Trên cơ sở đảm bảo tính thống nhất của pháp luật, Ủy ban nhân dân có quyền ban hành các cơ chế, chính sách phù hợp với thực tế của địa phương mình, tạo điều kiện thuận lợi khuyến khích các thành phần kinh tế phát triển và thu hút đầu tư nước ngoài.

### Nhiệm vụ
Nhiệm vụ của Ủy ban nhân dân cấp Tỉnh: Quy định tổ chức bộ máy và nhiệm vụ, quyền hạn cụ thể của cơ quan chuyên môn thuộc ủy ban nhân dân cấp mình; Quyết định thành lập các đơn vị sự nghiệp, dịch vụ công trên cơ sở quy hoạch và hướng dẫn của cơ quan nhà nước có thẩm quyền; Cho phép thành lập, giải thể, cổ phần hóa các doanh nghiệp nhà nước; cấp, thu hồi giấy phép thành lập doanh nghiệp, công ty; Xây dựng phương án đặt tên, đổi tên đường, phố, quảng trường, công trình công cộng trong tỉnh,…
Nhiệm vụ của Ủy ban nhân dân cấp Huyện:
- Quy định tổ chức bộ máy và nhiệm vụ, quyền hạn cụ thể của cơ quan chuyên môn thuộc ủy ban nhân dân cấp mình theo hướng dẫn của ủy ban nhân dân cấp trên; Quản lý công tác tổ chức, biên chế, lao động, tiền lương theo phân cấp của ủy ban nhân dân cấp;
- Tổ chức thực hiện ngân sách huyện; thực hiện các nhiệm vụ phát triển kinh tế - xã hội, phát triển công nghiệp, xây dựng, thương mại, dịch vụ, du lịch, nông nghiệp, lâm nghiệp, thủy sản, mạng lưới giao thông, thủy lợi, xây dựng điểm dân cư nông thôn; quản lý và sử dụng đất đai, rừng núi, sông hồ, tài nguyên nước, tài nguyên khoáng sản, nguồn lợi ở vùng biển, tài nguyên thiên nhiên khác; bảo vệ môi trường trên địa bàn huyện theo quy định của pháp luật. - Thực hiện các nhiệm vụ về tổ chức và bảo đảm việc thi hành Hiến pháp và pháp luật, xây dựng chính quyền và địa giới hành chính, giáo dục, đào tạo, khoa học, công nghệ, văn hóa, thông tin, thể dục, thể thao, y tế, lao động, chính sách xã hội, dân tộc, tôn giáo, quốc phòng, an ninh, trật tự, an toàn xã hội, hành chính tư pháp, bổ trợ tư pháp và các nhiệm vụ, quyền hạn khác theo quy định của pháp luật.  - Thực hiện nhiệm vụ, quyền hạn do cơ quan nhà nước cấp trên phân cấp, ủy quyền.  - Phân cấp, ủy quyền cho Ủy ban nhân dân cấp xã, cơ quan, tổ chức khác thực hiện các nhiệm vụ, quyền hạn của Ủy ban nhân dân huyện.

## Các cấp Ủy ban nhân dân

### Ủy ban nhân dân cấp tỉnh, thành phố trực thuộc Trung ương

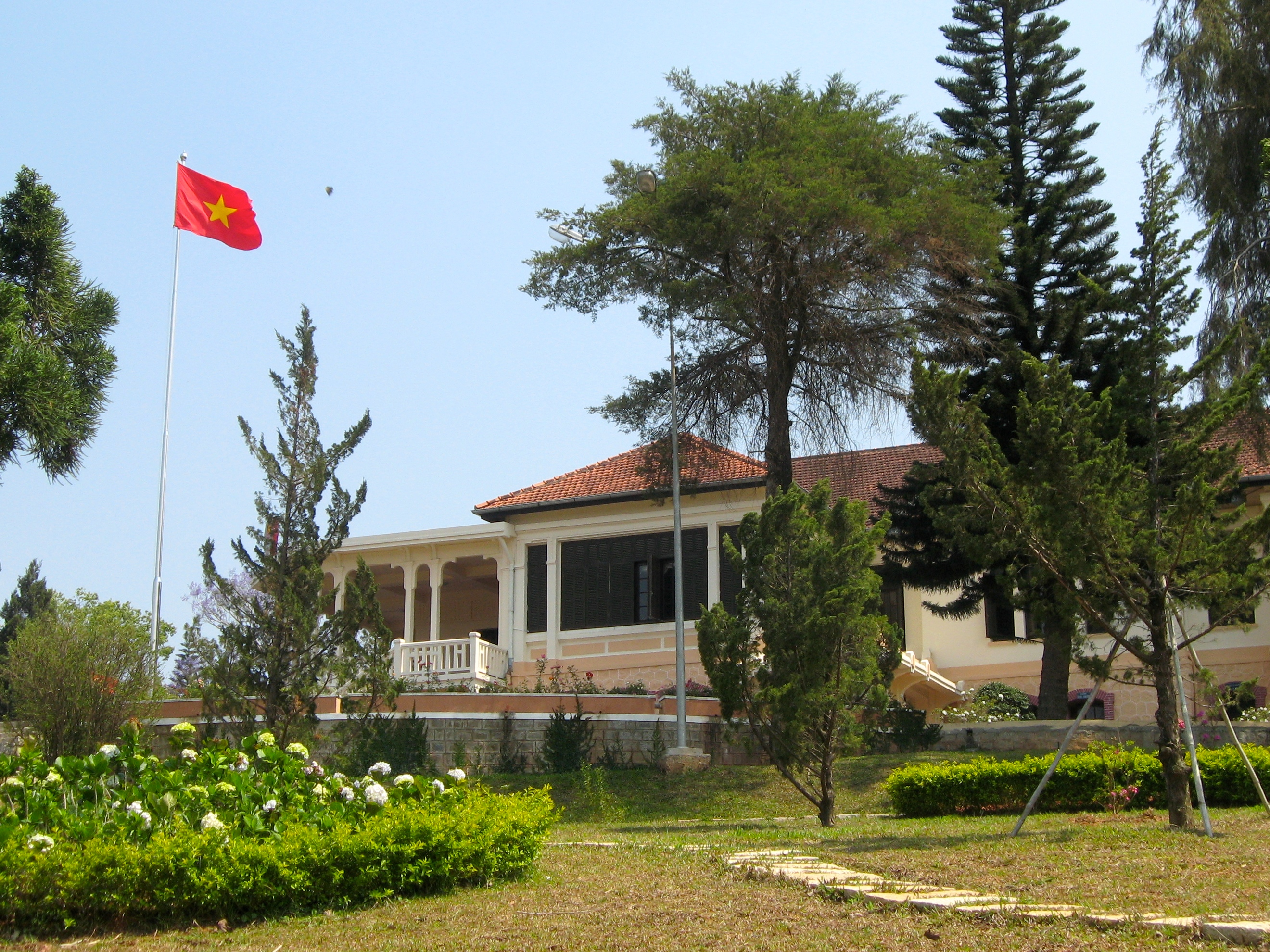
Trụ sở Ủy ban Nhân dân
tỉnh Lâm Đồng

Đây là chính quyền của các địa phương cấp tỉnh và thành phố trực thuộc trung ương. Ủy ban nhân dân cấp tỉnh có từ 9 đến 11 thành viên, gồm Chủ tịch, các Phó Chủ tịch, 1 ủy viên thư ký và các ủy viên khác. Thường trực Ủy ban nhân dân cấp tỉnh gồm Chủ tịch, các Phó Chủ tịch, và ủy viên thư ký. Người đứng đầu chính quyền địa phương cấp tỉnh là Chủ tịch Ủy ban nhân dân. Trên danh nghĩa, vị trí này do Hội đồng nhân dân tỉnh quyết định bằng bầu cử theo hình thức bỏ phiếu. Chủ tịch Ủy ban nhân dân tỉnh thường đồng thời là một Phó Bí thư Tỉnh ủy. Chủ tịch Ủy ban nhân dân của hai thành phố trực thuộc trung ương lớn nhất là Hà Nội và Thành phố Hồ Chí Minh sẽ đồng thời là Ủy viên Ban Chấp hành Trung ương Đảng Cộng sản Việt Nam.
Bộ máy hành chính của chính quyền địa phương cấp tỉnh gồm Văn phòng Ủy ban Nhân dân và các sở, ban, ngành, chia thành các khối:
- Khối tổng hợp: Văn phòng Ủy ban Nhân dân, Sở Kế hoạch và Đầu tư, Sở Nội vụ
- Khối nội chính: Sở Tư pháp, Thanh tra, Công an, Tòa án Nhân dân, Viện Kiểm sát Nhân dân, Bộ Chỉ huy quân sự.
- Khối lưu thông phân phối: Sở Tài chính, Ngân hàng Nhà nước, Kho bạc Nhà nước.
- Khối nông lâm nghiệp: Sở Nông nghiệp và Phát triển nông thôn, Sở Tài nguyên và môi trường, Sở Khoa học và công nghệ
- Khối công nghiệp: Sở Công Thương, Sở Xây dựng, Sở Giao thông vận tải.
- Khối văn xã: Sở Giáo dục và Đào tạo, Sở Văn hóa, Thể thao và Du lịch, Sở Thông tin và Truyền thông, Sở Y tế, Sở Lao động, Thương binh và Xã hội

Số Sở, ban thuộc Ủy ban Nhân dân cấp tỉnh là 21, trong đó cơ cấu cứng là 17 Sở, ban, bao gồm các Sở: Nội vụ, Tư pháp, Kế hoạch và Đầu tư, Tài chính, Công thương, Giao thông vận tải, Nông nghiệp và Phát triển nông thôn, Xây dựng, Tài nguyên và Môi trường, Thông tin và Truyền thông, Lao động- Thương binh và Xã hội, Văn hóa, Thể thao và Du lịch, Khoa học và Công nghệ, Giáo dục và Đào tạo, Y tế; Thanh tra tỉnh; Văn phòng Ủy ban Nhân dân. 4 Sở được tổ chức theo đặc thù của từng địa phương là các Sở: Sở Du lịch, Sở Ngoại vụ, Sở Quy hoạch - Kiến trúc, Ban Dân tộc.

### Ủy ban nhân dân cấp thành phố trực thuộc tỉnh, quận, huyện, thị xã, thành phố trực thuộc tỉnh và thành phố trực thuộc thành phố trực thuộc trung ương
Đây là chính quyền của các địa phương cấp huyện, quận, thành phố trực thuộc tỉnh/thành phố trực thuộc trung ương, thị xã. Ủy ban nhân dân cấp huyện có từ 7 đến 9 thành viên, gồm Chủ tịch, 2-3 Phó Chủ tịch và các ủy viên. Lãnh đạo Ủy ban nhân dân cấp huyện gồm Chủ tịch, các Phó Chủ tịch. Người đứng đầu Ủy ban nhân dân cấp huyện là Chủ tịch Ủy ban nhân dân, trên danh nghĩa là do Hội đồng nhân dân huyện sở tại lựa chọn. Thông thường, Chủ tịch Ủy ban nhân dân huyện sẽ đồng thời là một Phó Bí thư Huyện ủy.
Các cơ quan giúp việc của chính quyền địa phương cấp huyện thông thường gồm các phòng, ban trực thuộc:
Văn phòng Ủy ban Nhân dân,
Thanh tra huyện,
Phòng Tài chính - Kế hoạch,
Phòng Nội vụ,
Phòng Tài nguyên - Môi trường,
Phòng Tư pháp,
Phòng Giáo dục - Đào tạo,
Phòng Y tế,
Phòng Lao động, Thương binh và Xã hội,
Phòng Kinh tế và Hạ tầng,
Phòng Văn hóa - thông tin.
Một số cơ quan nhà nước ở cấp huyện như Chi cục Thuế, Chi cục Thống kê, Ban chỉ huy Quân sự cấp Huyện, Công an cấp Huyện, v.v... không phải là cơ quan của chính quyền địa phương cấp huyện mà là cơ quan của chính quyền trung ương đặt tại huyện (theo ngành dọc).

### Ủy ban nhân dân cấp xã, phường, thị trấn

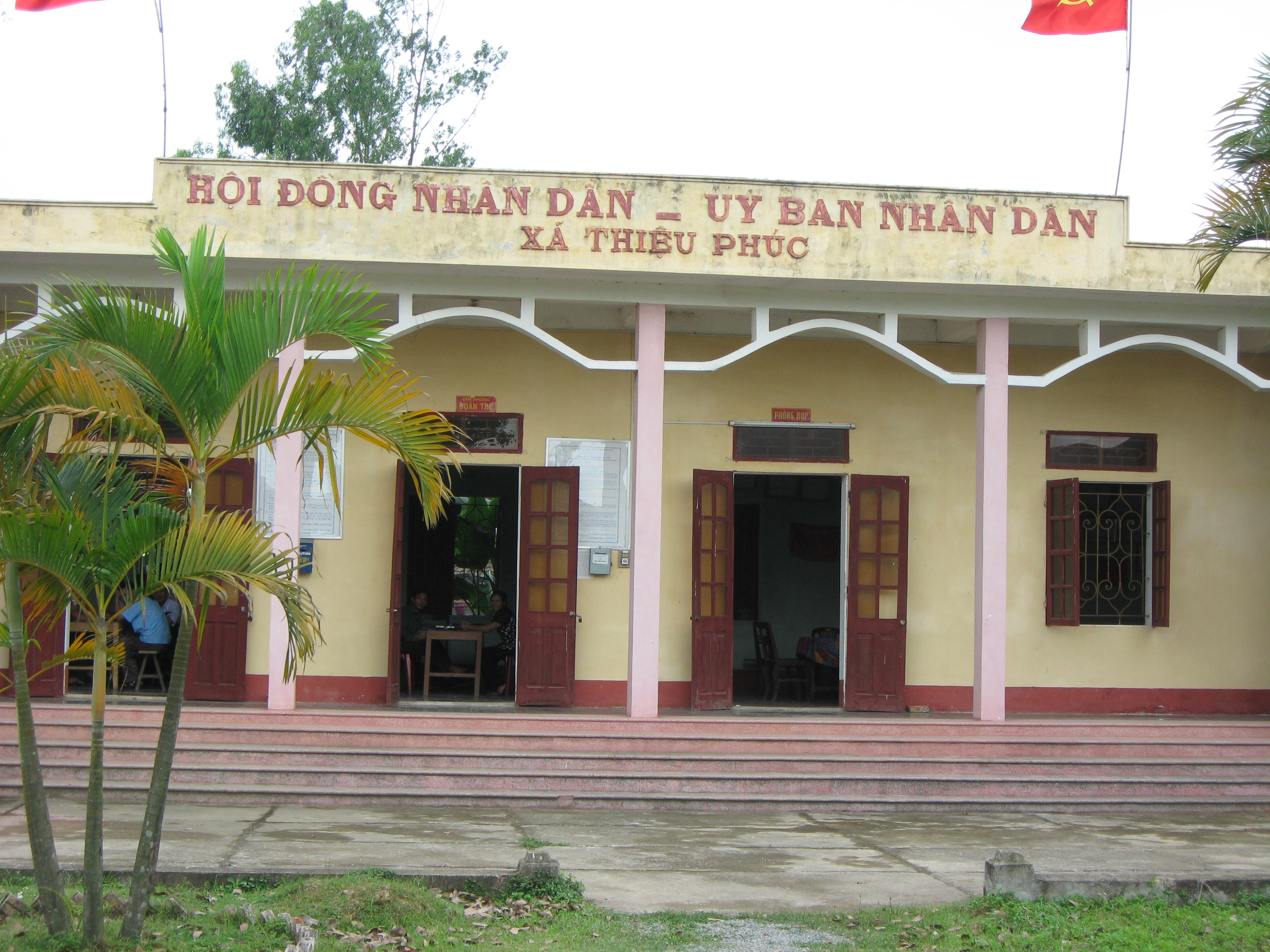
Trụ sở Ủy ban nhân xã Thiệu Phúc, huyện Thiệu Hóa, tỉnh Thanh Hóa.

Đây là chính quyền của các đơn vị hành chính cấp xã, phường, thị trấn. Ủy ban nhân dân cấp xã là cấp chính quyền địa phương cấp cơ sở, gần dân nhất ở Việt Nam. Ủy ban nhân dân cấp xã có từ 3 đến 5 thành viên, gồm Chủ tịch, 2 Phó Chủ tịch và các ủy viên(thường là chỉ huy trưởng BCH quân sự và Trưởng công an xã). Thường trực Ủy ban nhân dân cấp xã gồm Chủ tịch, các Phó Chủ tịch. Người đứng đầu Ủy ban nhân dân cấp xã là Chủ tịch Ủy ban nhân dân. Về danh nghĩa, người này do Hội đồng nhân dân của xã, thị trấn hay phường đó bầu ra bằng hình thức bỏ phiếu kín. Thông thường, Chủ tịch Ủy ban nhân dân xã, phường hay thị trấn sẽ đồng thời là một Phó Bí thư Đảng ủy của xã, thị trấn hay phường đó. Ủy ban nhân dân xã, phường hay thị trấn hoạt động theo hình thức chuyên trách.
Bộ máy giúp việc của Ủy ban nhân dân cấp xã gồm có 7 chức danh: Công an, quân sự, kế toán, văn phòng, tư pháp - hộ tịch, văn hóa - xã hội, địa chính. Mỗi chức danh tùy vào tình hình thực tế địa phương mà bố trí số lượng biên chế phù hợp.

### Ủy ban hành chính
Tiền thân của Ủy ban nhân dân các cấp của nước Cộng hòa Xã hội chủ nghĩa Việt Nam chính là Ủy ban Hành chính của nước Việt Nam Dân chủ Cộng hòa (1945-1976). Các cơ quan giúp việc của Ủy ban Hành chính cấp tỉnh đa số được gọi là Ty, số ít gọi là Ban (Ban Tổ chức chính quyền, Ban Bảo vệ bà mẹ trẻ em) hoặc Chi cục (Chi cục Hải quan, Chi cục Kiểm lâm, Chi cục Thống kê).